# 伞管螺属
伞管螺属（學名：Tropidauchenia）是烟管蜗牛科斜管螺亞科的成員，屬於伞管螺族（Tropidaucheniini）。根據2017年《布歇特等人的腹足類分類》，煙管蝸牛科是柄眼目旋蝸牛亞目煙管蝸牛下目之下煙管蝸牛總科的科。

## 物種
截至2018年7月26日，WoRMS紀錄本屬只有三個物種，分別如下：
- Tropidauchenia mengyuanensis Y.-X. Chen, 2016
- 沟颈伞管螺 Tropidauchenia sulcicollis (Grego & Szekeres, 2017)[3]
- Tropidauchenia yanghaoi (Grego & Szekeres, 2017)

以下兩個物種原為伞管螺属物種，現時已被重新分類至伞管螺族之下的Grandinenia屬 Minato & D.-N. Chen, 1984：
- 大口伞管螺 Tropidauchenia fuchsi Gredler, 1884
- 史氏伞管螺 Tropidauchenia schomburgi (Boettger et Schmacker, 1890)

## 外部連結
- 維基物種上的相關：伞管螺属